# Laura Slade Wiggins
Laura Slade Wiggins (Athens, 8 agosto 1988) è un'attrice e cantante statunitense.

## Biografia
È apparsa nelle produzioni di Dance of the Dead, Eleventh Hour e in un episodio di CSI - Scena del crimine. Ha interpretato il ruolo di una teenager incinta in un episodio della 4 stagione di Private Practice ed è apparsa nel 2011 nella commedia Hit List. Nel 2010 si è unita al cast della serie televisiva Shameless, nel ruolo di Karen Jackson. Dopo il successo della prima stagione, la serie è stata rinnovata per una seconda stagione, in onda negli Stati Uniti dall'8 febbraio 2012. Wiggins ha fatto parte del cast nelle prime due stagioni come personaggio principale, mentre nella terza stagione è diventata un personaggio ricorrente. Nel 2013 interpreta Irene Quinn nella serie televisiva The Tomorrow People.

## Vita privata
La Wiggins si è sposata con lo stuntman Kyle Weishaar a Colbert, in Georgia, il 23 giugno 2018. Nel 2021 i due hanno avuto una figlia.

## Filmografia

### Cinema
- Dance of the Dead, regia di Gregg Bishop (2008)
- Day of the Living?, regia di Mark Stevenson – cortometraggio (2011)
- Hit List - Il primo della lista (Hit List), regia di Minh Collins (2012)
- The Ganzfeld Haunting, regia di Michael Oblowitz (2014)
- Hard Drive, regia di William D. MacGillivray (2014)
- La ragazza di porcellana (Thinspiration), regia di Tara Miele (2014)
- Le donne della mia vita (20th Century Women), regia di Mike Mills (2016)
- Take Flight, regia di Richard Bridgland – cortometraggio (2016)
- The Ring 3 (Rings), regia di F. Javier Gutiérrez (2017)
- Jax In Love, regia di Colin Campbell – cortometraggio (2017)
- Nancy Drew e il passaggio segreto (Nancy Drew and the Hidden Staircase), regia di Katt Shea (2019)
- Boo, regia di Rakefet Abergel – cortometraggio (2019)
- Along Came the Devil 2, regia di Jason DeVan (2019)
- Stand!, regia di Robert Adetuyi (2019)
- Per un pugno di follower (InstaFame), regia di Nick Everhart (2020)
- The Trap Door at the Edge of the Universe, regia di Noah Warner (2020)

### Televisione
- Più forte del pregiudizio (Not Like Everyone Else), regia di Tom McLoughlin – film TV (2006)
- Girl, Positive, regia di Peter Werner – film TV (2007)
- Eleventh Hour – serie TV, episodio 1x09 (2008)
- CSI - Scena del crimine  (CSI: Crime Scene Investigation) – serie TV, episodi 5x10-10x19 (2010-2014)
- Private Practice – serie TV, episodio 4x18 (2011)
- Cooper and Stone, regia di John Dahl – film TV (2011)
- Shameless – serie TV, 30 episodi (2011-2013)
- Il risolutore (The Finder) – serie TV, episodio 1x07 (2012)
- Blackbox TV – serie TV, episodio 3x05 (2012)
- Perception – serie TV, episodio 2x04 (2013)
- Pericolo in classe (The Cheating Pact), regia di Doug Campbell – film TV (2013)
- The Tomorrow People – serie TV, 5 episodi (2013-2014)
- Law & Order - Unità vittime speciali (Law & Order: Special Victims Unit) – serie TV, episodio 15x15 (2014)
- Intelligence – serie TV, episodio 1x10 (2014)
- Starving in Suburbia (2014)
- Comedy Sketch TV Time, Okay? – serie TV, episodio 6x07 (2015)
- Chicago P.D. – serie TV, episodio 4x17 (2017)
- Scambio alla nascita (Cradle Swapping), regia di Michael Feifer - film TV (2017)

## Programmi televisivi
- Next - reality show (2008)

## Doppiatrici italiane
Nelle versioni in italiano delle opere in cui ha recitato, Laura Slade Wiggins è stata doppiata da:
- Valentina Favazza[2] in Private Practice, Perception
- Veronica Puccio[3] in Shameless[4][5]
- Lucrezia Marricchi[6] in The Tomorrow People[7]
- Giulia Catania[8] in Nancy Drew e il passaggio segreto[9]